# Pieter Hendricksz Schut

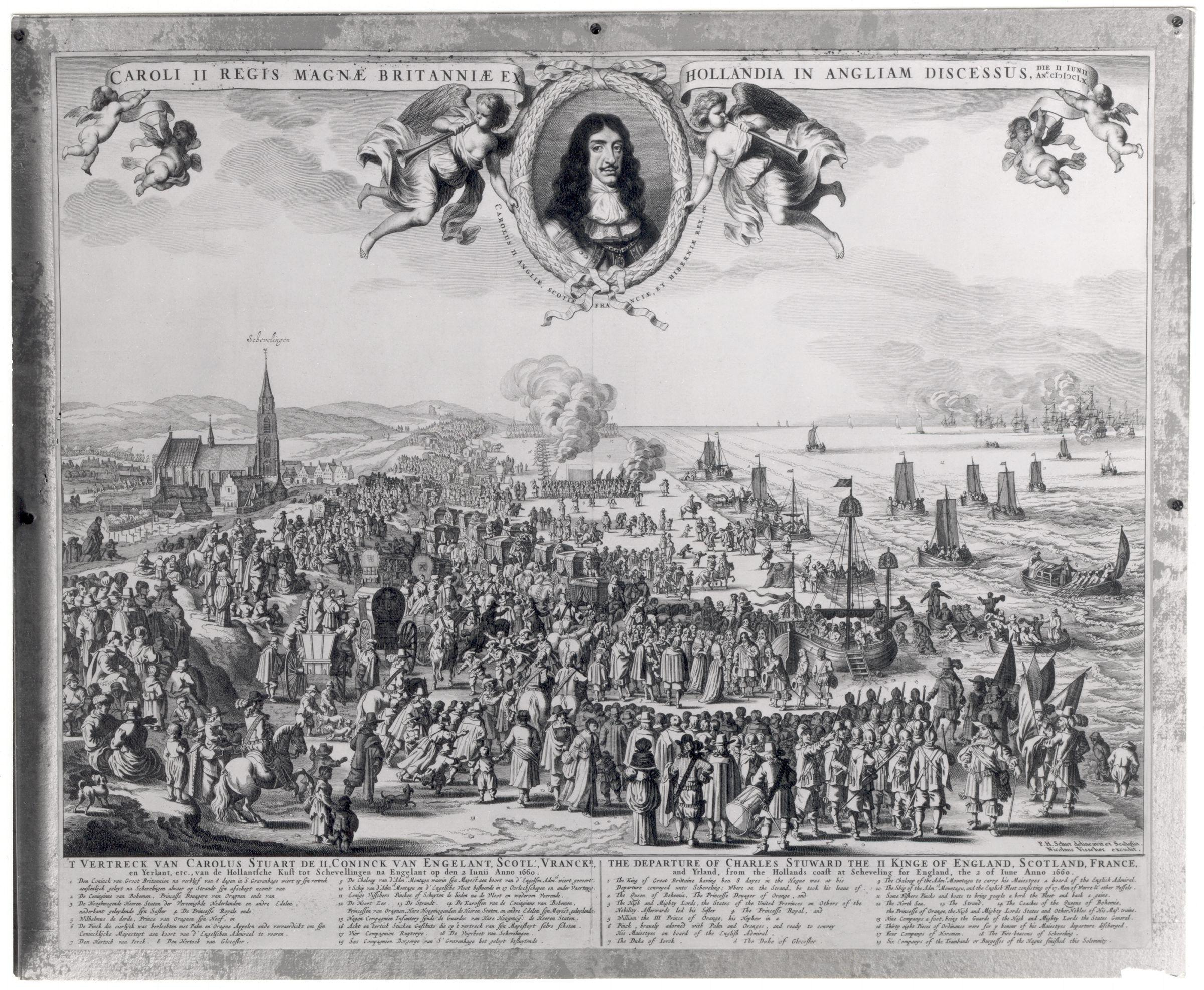
Partenza dai Paesi Bassi per l'Inghilterra di re Carlo II

Pieter Hendrickszoon o Hendrikszoon Schut (1618  o 1619 – Amsterdam, 1660  (tra il 1660 e il 1680)) è stato un incisore olandese del secolo d'oro.

## Biografia

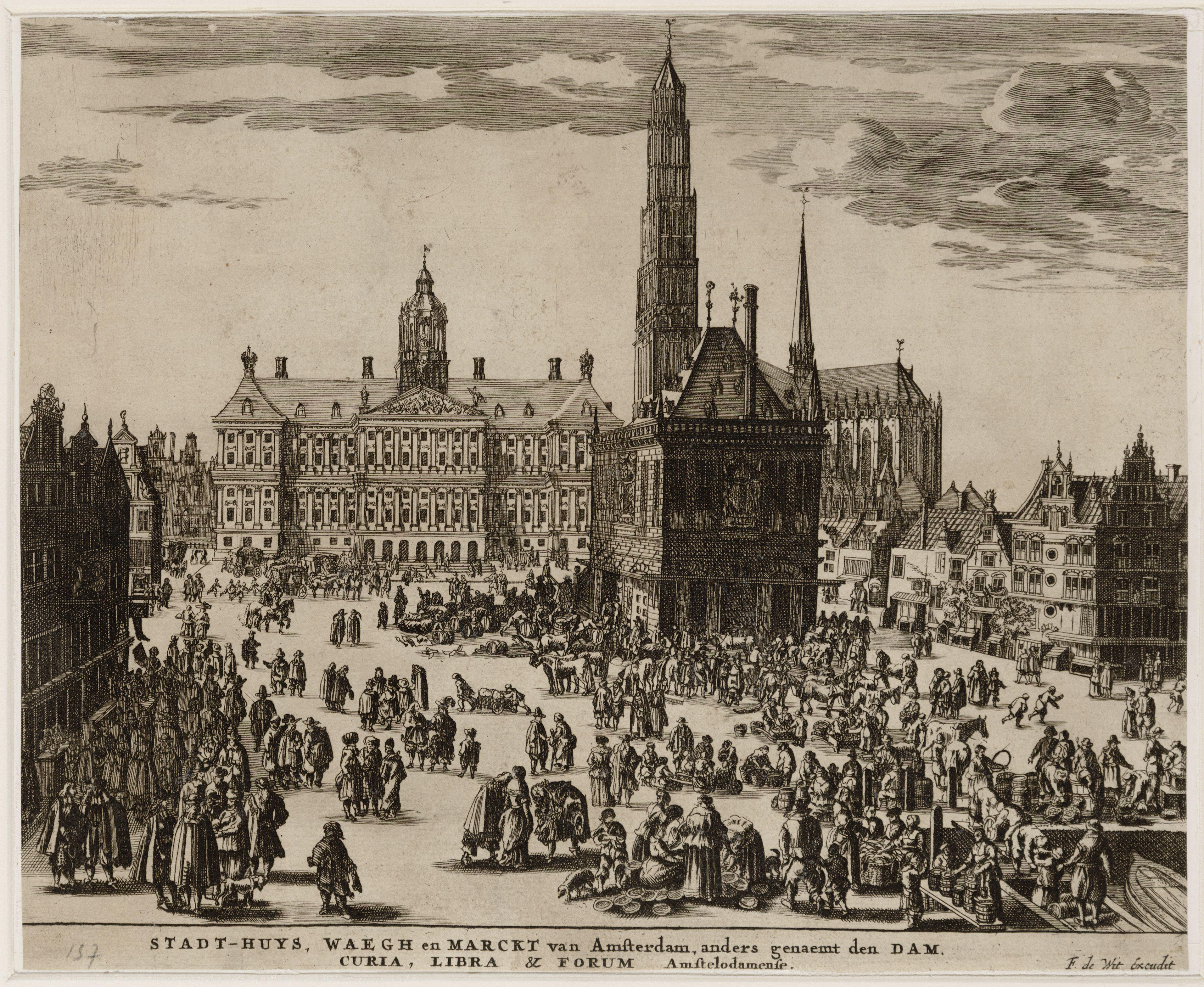
Piazza Dam - Amsterdam (1655)

Fu attivo ad Amsterdam dal 1631 al 1660. Nel 1631 lavorò per Balthasar Florisz van Berckenrode e dal 1635 collaborò con Claes Jansz Visscher. Si specializzò nella rappresentazione di soggetti religiosi e topografie. Realizzò stampe di devozione e vedute delle principali città europee, principalmente delle Fiandre e Amsterdam.

## Opere
- Partenza dai Paesi Bassi per l'Inghilterra di re Carlo II, incisione, National Portrait Gallery, Londra
- Ritratto di Kenau Simonsdochter Hasselaer, incisione su carta, 190 × 118 mm, Rijksmuseum, Amsterdam
- Piazza Dam ad Amsterdam, incisione, 1655 circa